# 江山焼
江山焼（こうざんやき）は、現在の愛媛県伊予市で活躍した陶芸家、槇江山（まき こうざん、安政7年（1860年） - 昭和11年（1936年））による焼物。江山焼の創始年は、1891年（明治26年）説と1983年（明治28年）説の2つがある。楽焼に似て素朴で風雅な趣きが特徴である。江山焼抹茶茶碗と江山焼金剛力士像が伊予市指定文化財に指定されている。